# Associazione Italiana Cultura e Sport
L'Associazione Italiana Cultura Sport (in acronimo AiCS) è un'associazione senza scopo di lucro costituita nel 1962 a Roma.
È classificata tra gli Enti nazionali di Promozione Sportiva (EPS). Nel corso degli anni, ha esteso i suoi campi d'interesse agli ambiti di solidarietà, cultura, politiche sociali, Terzo Settore, turismo sociale, ambiente, attenzione verso gli emarginati ed i diversamente abili, protezione civile e formazione.

## Riconoscimenti
Per il suo operato l'associazione è titolare di diversi riconoscimenti (l'inserimento di un'associazione in una lista di organizzazioni o enti per collaborare nelle attività di chi ha dato il riconoscimento):
- dal Comitato olimpico nazionale italiano (CONI), come Ente di Promozione Sportiva che opera nel rispetto delle regole del CONI, delle Federazioni Sportive Nazionali e Discipline Sportive Associate, sotto il controllo del CONI per gli aspetti di carattere sportivo;
- dal Comitato italiano paralimpico (CIP), come Ente di promozione sportiva paralimpica;
- dal Ministero dell'interno, come Ente nazionale con finalità di carattere assistenziale;
- dal Ministero del lavoro e delle Politiche sociali, come Rete Associativa.

## Convenzioni, Affiliazioni e Collaborazioni
L'AiCS:
- è convenzionata con il Ministero della giustizia per le attività di prevenzione del disagio giovanile e di reinserimento sociale;
- aderisce alla FICTUS (Federazione Italiana enti Culturali Turistici e Sportivi) ed al Forum Permanente del Terzo Settore;
- ha rapporti di partnership con Telefono Azzurro e Telethon;
- è membro della CSIT (Confédération Sportive Internationale Travailliste et Amateur) e della OITS (Organisation Internationale du Tourisme Social)[1].

### Collaborazioni universitarie
Nell'ambito delle iniziative del Settore delle Politiche giovanili, della Formazione e del Turismo sociale, l'AICS ha rapporti di collaborazione con:
- la struttura formativa Pragmata, che fa capo al prof. Turchi presso l'Università di Padova;
- i gruppi di Psicologia Sociale delle Università di Roma e di Sassari coordinati dalla Prof.ssa Patrizi;
- il dipartimento di Sociologia dell'Università di Perugia;
- il dipartimento di Criminologia con la collaborazione del Prof. Cipolla presso l'Università di Bologna.

## Fondazione
L'AiCS nacque dall'esperienza maturata negli anni '50 da due distinte realtà associative, quella dell'Unione Circoli Sportivi Italiani (UCSI) e quella dell'Associazione Sportiva Socialisti Italiani (ASSI). Della scelta di unire questi due circuiti per affrontare con un nuovo progetto lo sviluppo della società italiana si è resa interprete l'Assemblea Costitutiva del 4 agosto 1962, a Roma, nei fatti il Primo Congresso Nazionale dell'Associazione.
Il 14 settembre 1962, sempre a Roma, si tenne il Consiglio Nazionale dell'Associazione che completò il percorso fondativo in termini di indirizzo culturale e di rappresentanza.
L'Atto Costitutivo fu redatto il 10 ottobre 1962 alla presenza di Giacomo Brodolini, Cesare Bensi, Matteo Matteotti, Enrico Guabello, Giovanni Piepoli ed Enrico Manca, con la denominazione Associazione Italiana Circoli Sportivi (AICS) e come associazione senza scopo di lucro per la promozione di iniziative culturali e sociali e di attività sportive verso tutta la popolazione.
L'Atto manoscritto dal notaio Francesco Alfieri (Rep. 19499 Prog. 8489) è oggi conservato presso gli Archivi Notarili Distrettuali di Roma (R. 7462 pagg. 403-419).
L'Associazione fu costituita quando finita la ricostruzione del dopoguerra, all'inizio degli anni '60, l'Italia cominciava a confrontarsi con i nuovi problemi della società industriale, mostrando più attenzione per le questioni interne piuttosto che internazionali. Erano comunque molti a percepire che la realtà della Guerra Fredda sarebbe stata superata non solo con iniziative militari o di potere politico, ma che sarebbe stata superata anche con una trasformazione complessiva della società, delle idealità culturali, di molti comportamenti concreti.
In quegli anni, in Italia come in altri Paesi, la contrapposizione della Guerra Fredda si traduceva anche in rappresentanze elettorali che favorivano l'appartenenza all'uno o all'altro schieramento, oppure che incoraggiavano ad intraprendere percorsi alternativi. In questi percorsi l'AICS continua a trovare energia per il proprio sviluppo.
Nel confronto elettorale tra la Democrazia Cristiana (DC) e il Partito Comunista Italiano (PCI), il Partito Socialista Italiano (PSI) era la fazione più piccola e in cui risultavano più evidenti i contrasti sociali e la ricerca di soluzioni alternative, tanto nella pratica quotidiana quanto in orizzonti di nuova idealità. In questa situazione il PSI è stato certamente un importante riferimento che ha concorso alla crescita dell'AiCS, dandole un importante appoggio politico, e che da dall'AICS ha tratto idee, esperienze e risorse.

## Storia
L'evoluzione dell'Associazione scandita dall'avvicendarsi dei Presidenti Nazionali.

### Giacomo Brodolini
Tra i fondatori, Giacomo Brodolini è stato il primo Presidente dell'AiCS. Durante la sua presidenza venne rapidamente coinvolto nella dirigenza l'On. Giovanni Pieraccini, che fu più volte Ministro fra il 1963 ed il 1974.
Brodolini, pochi anni dopo, come deputato socialista, fu Ministro del Lavoro e si impegnò per l'approvazione dello Statuto dei Lavoratori come Legge dello Stato.
Uno degli scopi che l'associazione ha perseguito con forza è stato quello di rendere lo sport non più come un passatempo per ricchi o un necessario addestramento per l'impegno militare, ma come un'attività rivolta a tutti per favorire una crescita personale e sociale.
- 1962: Il 4 agosto a Roma si comincia a parlare di AiCS in occasione dell'Assemblea Costitutiva, che verrà poi ricordata come il Primo Congresso Nazionale. A seguito di questo incontro si tiene il 14 settembre il Consiglio Nazionale dell'AiCS dopo il quale viene redatto l'Atto Costitutivo che sancisce ufficialmente la fondazione dell'AiCS con il nome Associazione Italiana Circoli Sportivi. La prima sede si trova nel centro di Roma in Via del Corso e il primo presidente è Giacomo Brodolini.
- 1963: L'AiCS, in ristrettezze economiche, aggrega 400 circoli e costituisce 30 Comitati Provinciali. Promuove l'attività sportiva a partire dalla famiglia e dalla scuola. Il 16 dicembre registra presso il Tribunale Civile di Roma (protocollo 9545) la testata bimestrale Palestra.
- 1964: La sede dell'Associazione si sposta in Via Federico Cesi a Roma. Esce il primo numero della rivista Palestra diretta da Carlo Marucci. Comincia la campagna antidoping. Vengono promossi i primi campionati interscolastici di atletica leggera che si tengono a Milano.
- 1965: Si tiene a Roma il 12 e 13 ottobre il Secondo Congresso Nazionale denominato Lo sport ed il tempo libero nella programmazione. L'AiCS beneficia della legge fifty fifty, firmata dall'Onorevole Brodolini, che aumenta la percentuale di proventi destinati al CONI dal Totocalcio. In questo modo vengono incrementati i fondi per gli Enti di Promozione (allora Enti di Propaganda), tra cui l'AiCS. L'Associazione si comincia a impegnare negli ambiti di tutela sanitaria delle attività sportive, denuncia dell'inquinamento delle acque, condizioni della donna e al suo rapporto con lo sport, proposta di abolizione dell'ISEF (Istituto Superiore di Educazione Fisica) a vantaggio della Facoltà di Scienze Motorie, carenza di strutture sportive e sostegno alla polivalenza dei parchi pubblici. Viene lanciato il mensile Dibattiti.
- 1966: Nel mese di novembre si tiene a Milano il Congresso La gioventù e il tempo libero nella società italiana di oggi con l'intervento dell'allora Ministro dei lavori pubblici Giacomo Mancini. In questo contesto il Segretario Nazionale dell'AiCS Enrico Guabello propone di ampliare l'attività dell'Associazione anche alla ricreazione e al turismo sociale. L'AiCS raggiunge 76 Province, 19 Regioni, 1.371 circoli per un totale di oltre 70.000 atleti. In quest'anno il Presidente Brodolini porta per la prima volta le rappresentative AiCS ai Giochi dell’Hapoel del CSIT in Israele, ottenendo otto medaglie d'oro, tre d'argento e tre di bronzo. Si organizzano i primi campionati di calcio e pallacanestro allo stadio Dorico di Ancona. Nello stesso anno viene condotta un'indagine sociale su La donna e lo sport nella società moderna.
- 1967: L'AiCS organizza nel sud Italia manifestazioni a Bari, Palermo, Catania, Agrigento e Trapani. A Bari si svolge il primo corso di formazione AICS. A Mantova si tengono i primi campionati di nuoto.
- 1968: A Bari durante i Campionati Nazionali AICS di atletica leggera, Pietro Mennea esordisce nell'AiCS vincendo nella categoria allievi gli 80 e i 300 metri piani.
- 1969: Il Terzo Congresso Nazionale dell'Associazione si tiene a Viareggio dal 15 al 17 maggio con il titolo Per la società '70 impegno per una politica di promozione culturale e partecipazione in cui c'è un'apertura verso l'ambiente e la cultura. Si tengono i primi campionati di sci a Conca di Pilaz (Aosta) e la prima edizione dei Giochi della Gioventù del CONI. Vengono organizzati Convegni a Salerno e Firenze per focalizzare l'attenzione su temi di tutela ambientale.

### Presidenza Collegiale
Viene indicato in questo modo il periodo seguente la morte improvvisa del Presidente Giacomo Brodolini fronteggiata in modo collettivo dagli Organi Statutari nazionali.
- 1970: Il 15 febbraio la rivista Palestra viene chiusa e sostituita con Presenza Nuova. Viene sottoscritto un protocollo d'intesa tra gli Enti di Propaganda AiCS, SCI, e Libertas (nata in modo analogo dalla DC) (cui in seguito si unirà anche l'UISP costituita dall'esperienza del PCI) per la promozione dello sport come servizio sociale per tutti.
- 1971: L'AiCS dà il proprio sostegno al disegno di legge sulla tutela sanitaria delle attività sportive che viene approvata dal Senato e dalla Camera dei Deputati. Continua la campagna antidoping e il sostegno all'intervento dello Stato in difesa della salute degli sportivi, con una mobilizzazione mediatica a favore della legge Mariotti. Si attiva per la libertà di informazione e per un rinnovamento nelle modalità del servizio civile sostenendo l'operato dell'on. avv. Mario Marino Guadalupi.
- 1972: L'AiCS organizza una serie di Convegni per celebrare i primi dieci anni di attività e per riproporre il problema dei finanziamenti. Si comincia a parlare di media come strumento di cultura e si apre il dibattito sulla crisi del "teatro pubblico" con iniziative riguardanti il teatro carcerario, il teatro popolare e il teatro di strada.

### Enrico Guabello
Enrico Guabello è stato il primo Segretario Nazionale dell'AICS durante la Presidenza di Giacomo Brodolini. Gli impegni parlamentari e ministeriali del Presidente lo hanno portato ad avere un ruolo di grande importanza e ad essere un punto di riferimento per gli iscritti ed i dirigenti. Dopo l'improvvisa scomparsa di Giacomo Brodolini e l'inevitabile fase collegiale con la quale è stata gestita la situazione immediata, l'elezione di Enrico Guabello durante il Quarto Congresso Nazionale è stato un modo per garantire una forma di continuità.
L'AiCS lo ricorda ancor oggi con numerose manifestazioni di atletica leggera, denominate Memorial Enrico Guabello fra le quali le più prestigiose sono un Campionato Nazionale, che di anno in anno si svolge in una regione diversa, e Verde Azzurro, un'importante manifestazione promozionale organizzata tutti gli anni nel Comune di Cervia.
Alcune sue lettere sono conservate negli Archivi del novecento, per le utili considerazioni sviluppate da un osservatorio privilegiato quale la Presidenza dell'AiCS.
Interessante è la sua audizione parlamentare del 23 ottobre 1974, premessa di una ridefinizione delle finalità sociali dello sport, e di una rifondazione dell'inquadramento giuridico delle attività sportive.
- 1973: Dal 30 novembre al 2 dicembre si tiene a Como il Quarto Congresso Nazionale dallo slogan Con tutte le forze democratiche per conquistare e costruire una società di uomini liberi portando l'interesse dell'associazione fino ai diritti dei cittadini. Vengono dunque promossi interventi di riorganizzazione della legislazione che regola la materia sportiva in Italia, riforma della televisione, salvaguardia della libertà di stampa, riforma dell'ENAL (Ente Nazionale Assistenza Lavoratori), creazione di un programma turistico. La denominazione dell'Associazione cambia nell'attuale Associazione Italiana Cultura e Sport mantenendo l'acronimo inalterato. L'Associazione arriva a 162.475 associati. Si fa presente il tema della riforma della scuola e dell'università. In collaborazione con la FIDS (Federazione Italiana Danza Sportiva) vi è l'apertura alla danza come sport e agonismo sportivo. Si tiene la prima partita tra attori e cantanti con la partecipazione di personaggi come Pier Paolo Pasolini, Ninetto Davoli e Massimo Dapporto.
- 1974: L'Intesa degli Enti di Promozione avanza delle proposte alla Commissione Interna della Camera dei Deputati per “un nuovo assetto dello sport in Italia”[2]. Questo è anche l'anno in cui l'AICS si impegna per promuovere lo “sport pulito” contro la violenza sportiva.
- 1975: L'Associazione si impegna con le Regioni per la stesura del documento Sport e diritti civili e il 22 ottobre ottiene il riconoscimento dal Ministero dell’Interno come Ente nazionale per il tempo libero.
- 1976: È un anno caratterizzato dalla rielaborazione dei programmi delle attività, una ristrutturazione delle strutture e un maggiore dialogo con il CONI e le Federazioni Sportive.
- 1977: In vista del nuovo Congresso il 1977 si caratterizza come un periodo di “verifiche nel settore dello sport”[3]. A luglio viene costituito il Comitato Nazionale per lo sviluppo dello sport e nasce il settore emigranti.

### Gianni Usvardi
Gianni Usvardi è stato un deputato per il PSI e sindaco di Mantova per molti anni. Il forte prestigio nella sua città gli ha consentito di promuoverne l'immagine a livello nazionale ed europeo, tentando di fare della città stessa e della storia dei Gonzaga un polo di attrazione turistica e culturale che non potesse sfigurare nel circuito delle grandi città della Mitteleuropa.
Di questo suo approccio ha pervaso molte iniziative nazionali e locali, distinguendo l'AiCS per una capacità di presenza, e con grande impegno, oltre che nello sport anche nel campo culturale.
- 1978: A Torino dal 15 al 17 dicembre si tiene il Quinto Congresso Nazionale con lo slogan Dalle proposte alle scelte e viene inserita nel programma l'autogestione dei servizi. L'AiCS si apre alla terza età con il Convegno a Roma Servizi aperti oggi e domani.
- 1979: Dopo sollecitazioni dell'AiCS e delle forze democratiche, il Parlamento delibera lo scioglimento dell'ENAL (Ente di Stato erede dell'Opera nazionale del dopolavoro fascista); questo avvenimento apre nuove prospettive al libero associazionismo che viene regolato dalle direttive del Coordinamento degli Enti. L'Organizzazione delle Nazioni Unite proclama il 1979 Anno del Fanciullo e l'AiCS in collaborazione con l'UNICEF (Fondo delle Nazioni Unite per l'Infanzia) organizza molte iniziative per coinvolgere i giovanissimi e sensibilizzare il mondo dello sport.
- 1980: Si consolida il sodalizio con l'UNICEF (con l'organizzazione della giornata Contro la fame nel mondo), con il CSIT, con la Fédération Nationale Léo Lagrange e con la Friedrich Ebert Stiftung. L'AiCS è fra le fondatrici a Bruxelles dell'USEMSCL (Union Socialiste Européenne des Mouvements Socio-Culturels et de Loisirs). È anche un anno impegnato nella solidarietà e nella mobilitazione contro l'intervento sovietico in Afganistan.
- 1981: Il 1981 viene proclamato dall'ONU Anno Internazionale della Disabilità e l'AiCS risponde con una campagna per l'abbattimento delle barriere architettoniche e per i diritti civili e sportivi dei disabili.
- 1982: Per celebrare i vent'anni dalla nascita dell'Associazione viene organizzata a Ferrara la prima Biennale Cinematografica Bruno Buozzi. La campagna dell'anno riguarda la lotta alla violenza negli stadi attraverso una mostra fotografica itinerante. Viene organizzato a Brindisi il primo corso per Operatori Sportivi del Meridione.
- 1983: Dal 14 al 17 aprile si tiene a Salerno il Sesto Congresso Nazionale “Insieme per costruire il futuro”. Durante il Congresso viene elaborata dal Presidente Giovanni Usvardi l'idea di un'Agenzia dello Sport per la partecipazione di tutti i protagonisti del movimento sportivo allo sviluppo dell'attività motoria in Italia; si pone, inoltre, particolare attenzione all'associazionismo meridionale. Nel novembre 1983 si svolge a Roma la Prima Conferenza Nazionale dello Sport cui partecipano gli Enti di Coordinamento nazionali con la stesura del documento L'Associazionismo sportivo nel processo di sviluppo dello sport italiano.
- 1984: È l'anno dedicato alle tossicodipendenze con iniziative pubbliche e nelle scuole e la promozione della disintossicazione e del reinserimento sociale degli ex-tossicodipendenti.
- 1985: Questo è l'anno prioritariamente dedicato ai giovani pur realizzando anche iniziative di ricerca legate allo sport e al Terzo Settore per gli anziani e alla lotta all'apartheid nello sport.
- 1986: Dopo la catastrofe di Cernobyl, il 19 settembre a Grosseto si riunisce il Comitato dell'Associazione che chiede lo stop al nucleare con la chiusura della centrale nucleare di Latina. Aderisce all'Associazione il circolo Detenuti non violenti del Carcere di Rebibbia.
- 1987: Il venticinquesimo anniversario viene festeggiato con il Settimo Congresso Nazionale dal 26 al 29 novembre ad Agrigento denominato Verso il nuovo millennio, con la Conferenza Nazionale programmatica organizzata dall'AiCS (cui parteciperanno le rappresentanze di 18 Comitati Regionali, 80 Comitati Provinciali e 10 Comitati Zonali oltre ai responsabili dei settori), con la Kermesse di Grosseto in cui l'Associazione si apre ai media.
- 1988: Durante quest'anno vengono applicate le direttive approvate ad Agrigento dalla riunione del Consiglio Nazionale. L'anno viene dedicato alla battaglia al doping specialmente con il Comitato Provinciale di Roma. A Bologna comincia la collaborazione con Telefono Azzurro.
- 1989: L'AiCS partecipa alla preparazione della Convenzione Nazionale dell'Associazionismo.
- 1990: Vengono organizzati Convegni, seminari e manifestazioni su temi di attualità incentrati sul binomio sport-sociale. Viene realizzato dall'Istituto di Studi sui Servizi Sociali uno studio su un campione di associati AiCS con il titolo I valori dell'associazionismo (sei regioni: Piemonte, Emilia-Romagna, Toscana, Campania, Sicilia e Sardegna; 365 circoli; 34.132 soci di cui 23.166 uomini e 10.966 donne). Il Comitato Provinciale di Palermo e il Comitato Regionale della Sicilia pubblicano Beni culturali e ambientali in Sicilia: atti e documenti dell'AiCS dal 1987 al 1990 a cura di Paolo Giansiracusa.
- 1991: L'Ottavo Congresso Nazionale, Dare un senso al nostro stare insieme, si tiene ad Alghero dal 21 al 24 novembre 1991.

### Giorgio Perinetti
Giorgio Perinetti è stato Presidente per un breve periodo, 1992-1993.
Medico e Consigliere Comunale molto noto nella Città di Torino per la sua abilità nel coniugare cultura e capacità di decidere, dopo l'Ottavo Congresso si trova a fronteggiare nella società l'inizio di Tangentopoli e all'interno dell'AiCS una stagione di rinnovamento organizzativo che ha portato, negli anni, ad avere la Direzione non solo come luogo di confronto ideale, ma anche come promotore di servizi a sostegno delle attività periferiche.
È stato molto vicino ai dirigenti di tutta Italia, riuscendo ad incoraggiare molti associati nel valorizzare le proprie capacità di iniziativa. Viene ancor oggi ricordato con molte manifestazioni fra le quali spiccano a livello nazionale il Memorial Giorgio Perinetti di pattinaggio artistico, che si tiene ogni anno a Misano Adriatico, ed il Campionato Piemontese AICS di Calcio, che porta il suo nome.
- 1993: Con il referendum del 18 aprile viene soppresso il Ministero del Turismo e dello Spettacolo e il CONI solleva dei dubbi sulla legittimità dei contributi assegnati agli Enti di Promozione Sportiva tra cui l'AiCS.

### Massimo Arri
Nella Presidenza di Massimo Arri anche l'AiCS risente degli effetti del cambiamento delle rappresentanze elettorali in Italia. Infatti, insieme alla crisi dei partiti maggiori, anche il PSI concludeva la fase principale della sua storia.
- 1994: C'è lo scontro tra gli Enti di Promozione Sportiva e il CENSIS. Viene stilata la Carta Europea dello Sport per Tutti.
- 1995: L'AiCS si impegna nel dibattito sul recupero dei beni culturali e organizza una serie di Convegni per la terza età dal titolo L'attività motoria nella terza età. Il CONI costituisce il Comitato nazionale dello sport per tutti per coinvolgere gli Enti di Promozione Sportiva, le Regioni, gli Enti locali e le scuole.
- 1996: A Roma dal 23 al 25 febbraio 1996 si tiene il Nono Congresso Nazionale con lo slogan Il Sesto Cerchio – L'universalità dello sport per tutti. Viene pubblicato Il Sesto Cerchio che raccoglie la storia dell'evoluzione della pratica sportiva in 150 anni. Comincia a strutturarsi un nuovo sistema associativo.
- 1997: Si tiene a Salsomaggiore Terme il 15 aprile 1997 il Decimo Congresso Nazionale. È l'anno in cui si accendono i dibattiti per i fondi degli Enti di Promozione e per l'attività motoria nelle scuole.

### Antonio Lobina
Durante la presidenza di Antonio Lobina è stato forte l'impegno ad una riorganizzazione interna per dare una risposta concreta alla crescita che, sebbene gradita, poneva nuove esigenze che la vecchia struttura fronteggiava con difficoltà.
Questa fase, si è tradotta nel pareggio del bilancio annuale e con l'acquisto della sede nazionale dell'Associazione in Via Barberini 68 a Roma.
- 1998: Si tiene a Ostia Lido l'Undicesimo Congresso Nazionale. Presenza Nuova pubblica il risultato dell'indagine del CONI secondo cui l'AiCS risulta essere per numero di iscritti il terzo Ente di Promozione Sportiva in Italia, traguardo celebrato con l'organizzazione di oltre 2.500 manifestazioni sportive nazionali. L'AiCS si impegna per l'ambiente e si fa promotrice di attività sportive in simbiosi con la natura oltre ad essere nominata referente tecnico della Foundation for Environmental Education in Europa per la campagna ecologica Bandiere blu delle spiagge.
- 1999: Viene sottoscritto il protocollo aggiuntivo al Patto Sociale per lo sviluppo e l'occupazione dal Governo e dalle associazioni con il contributo dell'AiCS, per consolidare una politica di promozione per il non profit. La rivista Presenza Nuova compie 30 anni. Viene costituito il Coordinamento Nazionale AiCS di Protezione Civile in cui si distingue il Comitato Provinciale AICS di Parma con il gruppo cinofilo volontari di protezione civile I lupi di Pino Gallotti (unità di pronto intervento costituite nel 1976 a seguito del sisma in Friuli).
- 2000: Si instaura un dialogo tra Enti di Promozione Sportiva, l'ANCI (Associazione Nazionale Comuni d'Italia), l'Unione delle province d'Italia (UPI) ed il Coordinamento degli Assessori allo Sport delle Regioni e delle Province Autonome per realizzare la Conferenza Nazionale dello Sport. A Potenza si svolge il primo meeting nazionale AICS patrocinato dal Ministero Affari Sociali e dall'Ufficio Centrale della Giustizia Minorile per trattare di “disagio e comunicazione”, “disagio e cultura del sociale” e “disagio e sport”. La Direzione Nazionale AICS aderisce alla dichiarazione di specificità dello sport approvata da 15 Paesi dell'Unione europea.
- 2001: A seguito della Conferenza Nazionale dello Sport torna a farsi più pressante il problema dei finanziamenti al CONI e agli Enti di Promozione Sportiva. L'AiCS aderisce al contenuto della Grande Riforma Sociale attivato dal CNCA di don Vinicio Albanesi. Si schiera contro le iniziative del Ministro della Pubblica Istruzione Tullio De Mauro per l'esclusione dell'educazione motoria dall'orario curricolare nelle scuole.
- 2002: Si svolge il Dodicesimo Congresso Nazionale, Associazionismo sociale e promozione sportiva a Ostia Lido dal 6 all'8 dicembre 2002 con un carnet composto da 135 discipline sportive e 193 attività di vario interesse (cultura, politiche sociali, turismo, formazione, protezione civile, ambiente, Terzo Settore, …). Si festeggiano i quarant'anni dell'Associazione.
- 2005: L'AiCS entra nel Consiglio Nazionale CONI.

### Bruno Molea
Bruno Molea prima di essere Presidente Nazionale è stato Presidente del Comitato Provinciale di Forlì-Cesena e poi Presidente per l'Emilia-Romagna. Nel 2009 è stato eletto vicepresidente dell'Organizzazione Internazionale del Turismo Sociale (OITS) ed è membro dell'esecutivo Nazionale del Forum del Terzo Settore.
- 2006: Dall'1 al 3 dicembre si tiene a Ostia Lido il Tredicesimo Congresso Nazionale con titolo “Associazionismo Sportivo e Promozione Sociale” e il rinnovo degli Organi Nazionali viene rappresentato dall'elezione a Presidente di Bruno Molea.
- 2007: Si tiene il Convegno contro il doping con la partecipazione di Pietro Mennea.
- 2008: A dicembre si tiene il Quattordicesimo Congresso Nazionale.
- 2009: Il Quindicesimo Congresso Nazionale si tiene a Sorrento tra il 17 e il 19 aprile e viene intitolato Per la solidarietà e lo sport di Cittadinanza.
- 2011: Si tiene il Convegno Sport, alimentazione e disabilità. Per la parata conclusiva di Europride 2011 a Roma l'11 giugno 2011 viene creato il Dipartimento Nazionale GAYCS.
- 2012: Si festeggiano i cinquant'anni dell'Associazione con la pubblicazione del volume Una storia di libertà di Ciro Turco.
- 2013: A Forlì dal 22 al 24 marzo si tiene il Sedicesimo Congresso Nazionale dal titolo Esercitare e Promuovere Luoghi di Cittadinanza.

## Costituzione
L'AiCS è organizzata in 20 Comitati Regionali, 120 Comitati Provinciali e varie Delegazioni Territoriali.
Gli iscritti sono circa 1.100.000.

## Settori
L'AiCS organizza le proprie iniziative suddividendole in 8 settori e in 8 ambiti di intervento:
- Sport;
- Ambiente;
- GAISF - Dipartimento LGBT;
- Commissione Parità;
- Comunicazione e Stampa;
- Organizzazione;
- Politiche Giovanili;
- Politiche Sociali;
- Protezione Civile;
- Politiche Internazionali;
- Rapporti con MIUR;
- Servizio Civile;
- Terzo Settore;
- Cultura;
- Comitato Scientifico;
- Turismo.